# Місяць у стічній канаві
«Місяць у стічній канаві» (фр. La Lune dans le caniveau) — франко-італійський фільм 1983 року, поставлений режисером Жаном-Жаком Бенексом за романом американського письменника Девіда Гудіса «The Moon in the Gutter» з Жераром Депардьє в головній ролі. Світова прем'єра стрічки відбулася 12 травня 1983 року на 36-му Каннському міжнародному кінофестивалі, де вона брала участь в головній конкурсній програмі у змаганні за «Золоту пальмову гілку» .

## Сюжет
Докер марсельського порту Жерар (Жерар Депардьє) вже сім років одержимий пошуками насильника своєї сестри (з якою він сам, можливо, знаходився в інцестному зв'язку). Після зґвалтування вона покінчила життя самогубством, перерізавши собі горло бритвою. Жерар щоночі приходить на алею, де вона загинула. Його підозри падають на власного брата-алкоголіка Франка і такого собі Ньютона (Вітторіо Меццоджорно). Жерар знайомиться з сестрою Ньютона — Лореттою (Настасія Кінські). Вона не лише приголомшливо красива та неймовірно приваблива, але ще й багата. Їй не зовсім зрозуміле бажання власного брата перебувати в нижньому місті і пиячити в компанії злидарів. Проте знайомство з Жераром примушує її переглянути свої переконання. Схоже, їй не стільки подобається сам Жерар, скільки сам факт стосунків з бідним робітником.
У фільмі залишається багато недомовленостей і не розкривається ім'я злочинця. Не виключено, що ним був сам Жерар.

## У ролях
| • Жерар Депардьє       | … | Жерар Дельмас, докер                              |
| • Настасія Кінські     | … | Лоретта Ченнінг, дівчина з верхньої частини міста |
| • Вікторія Абріль      | … | Белла                                             |
| • Бертіс Ридінг        | … | Лола                                              |
| • Габрієль Монне       | … | Том                                               |
| • Домінік Пінон        | … | Франк, алкоголік брат Жерара                      |
| • Мілена Вукотіч       | … | Фраді, повія                                      |
| • Вітторіо Меццоджорно | … | Ньютон Ченнінг, брат Лоретти                      |
| • Бернар Фарсі         | … | Єсус                                              |
| • Анн-Марі Коффіне     | … | Доа                                               |

## Знімальна група
- Автори сценарію — Жан-Жак Бенекс, Олів'є Мерго за романом Девіда Гудіса «The Moon in the Gutter» (1953)
- Режисер-постановник — Жак-Жак Бенекс
- Продюсер — Ліз Файоль
- Співпродюсер — Ренцо Росселліні
- Делегований продюсер — Еммануель Шлюмберже
- Лінійний продюсер — Юбер Ніогре
- Оператор — Філіпп Руссело
- Композитор — Габрієль Яред
- Монтаж — Ів Дешам, Моніка Прим
- Художник-постановник — Гілтон Мак-Конніко
- Художник по костюмах — Клер Фрессе
- Звук — П'єр Гаме
- Підбір акторів — Домінік Беснеар

## Нагороди та номінації
| Список нагород та номінацій         | Список нагород та номінацій | Список нагород та номінацій    | Список нагород та номінацій | Список нагород та номінацій | Список нагород та номінацій |
| Кінопремія                          | Рік                         | Категорія                      | Номінант(и)                 | Результат                   | Дж                          |
| ----------------------------------- | --------------------------- | ------------------------------ | --------------------------- | --------------------------- | --------------------------- |
| Каннський міжнародний кінофестиваль | 1983                        | Золота пальмова гілка          | Місяць у стічній канаві     | Номінація                   |                             |
| Премія «Сезар»                      | 1984                        | Найкраща акторка другого плану | Вікторія Абріль             | Номінація                   |                             |
| Премія «Сезар»                      | 1984                        | Найкраща операторська робота   | Філіпп Руссело              | Номінація                   |                             |
| Премія «Сезар»                      | 1984                        | Найкращі декорації             | Гілтон Мак-Конніко          | Перемога                    |                             |
| Кінофестиваль Фанташпорту           | 1985                        | Приз за найкращий фільм        | Місяць у стічній канаві     | Номінація                   |                             |